# Banua Wuhu
Banua Wuhu es un volcán submarino situado a unos 400 metros del lecho marino que bordea a las islas Sangihe, en Indonesia. Durante sus erupciones formó diversas islas efímeras; se recuerda una en 1835, de 90 metros de altitud, que desapareció en torno a 1848; otra, de hasta 50 metros, existió entre 1889 y 1894; y una última entre 1919 y 1935.